# ハルマゲドンの少女
『ハルマゲドンの少女』（ハルマゲドンのしょうじょ）は、SF作家平井和正によって書かれた「シナリオノベル」である。「シナリオノベル」は平井自身による呼称であるが、これは一種のレーゼシナリオと解することができる。ただし、後半では会話文のカギカッコ前の役名が省略されているなど、通常のシナリオ形式からは幾分逸脱している。1983年から1984年にかけて『SFアドベンチャー増刊 平井和正の幻魔宇宙』II・III・IVに掲載された。当時10代だった泉谷あゆみが挿画を担当した。

## 概要
幻魔大戦シリーズの1つであり、漫画『幻魔大戦』（少年マガジン版）、小説『幻魔大戦』、『真幻魔大戦』の架け橋となる作品である。
幻魔大戦シリーズの大作小説2作を並行して手がけていた平井が、白蟻退治に忙殺された上にそのため体調を崩して創作意欲が減退していたときに、言霊のようにインスピレーションが沸いたのがシナリオ形式の本作である、とハードカバー版の後書きで述べている。同じく後書きによると、小説という形式に対する背信行為になるのではという躊躇もあったが、シナリオ形式でインスピレーションが沸いてきてしまったので、インスピレーションの命ずるままに書くしかないということで、このようなスタイルになった。

## ストーリー
全3部構成。

### ハルマゲドンの少女
渡米中の旅客機内で東三千子、木村市枝を幻魔が襲うが、それを光の力で退いたのは17歳の東三千子だった。三千子の霊体は古代ギリシャに跳び、アポロやクロノスと出会う。アポロの導きにより、2人は古代都市アリエスの時の関門から超空間へと跳ぶ。

### 異次元彷徨
超空間に辿り着いた東三千子とクロノスは、亜由、ジョージ・ドナーら『真幻魔大戦』の人物や、マザーと呼ばれる神の如きものと出会う。クロノスは時の関門を抜けて、ムウへと辿り着く。『真幻魔大戦』第三部の前日譚。

### ビッグアップル壊滅
アメリカに着いた東三千子は、杉村由紀、ミスタ・メインら。小説『幻魔大戦』の人物と出会う。希望を失い失意のルナにも会う。幻魔の侵攻が本格化し、大地震により日本とは連絡が途絶、隕石が降り注ぎ、2時間20分後にニューヨークが壊滅することが明らかになる。小説『幻魔大戦』、『ハルマゲドン』の後日譚。

## 書誌
- 徳間書店版単行本（27cm ハードカバー、全2巻）
  - ハルマゲドンの少女 ［上］ （1986年12月）
    - ハルマゲドンの少女/異次元彷徨

  - ハルマゲドンの少女 ［下］ （1986年12月）
    - ビッグアップル壊滅
- トクマノベルズ版（全3巻）- 「ファイナル幻魔大戦」のサブタイトルが付けられている。
  - ハルマゲドンの少女 1 （1988年12月）
    - ハルマゲドンの少女

  - ハルマゲドンの少女 2 （1988年12月）
    - 異次元彷徨

  - ハルマゲドンの少女 3 （1989年1月）
    - ビッグアップル壊滅